# Litsea amicorum
Litsea amicorum är en lagerväxtart som beskrevs av André Joseph Guillaume Henri Kostermans. Litsea amicorum ingår i släktet Litsea och familjen lagerväxter. Inga underarter finns listade i Catalogue of Life.